# Aderus annulicornis
Aderus annulicornis é uma espécie de inseto besouro da família Aderidae. Foi descrita cientificamente por George Charles Champion em 1916 no Reino Unido e Europa. 

## Distribuição geográfica
Habita em Tanintharyi (Birmânia).